# خوسيه موريرا (سباح)
خوسيه موريرا (بالبرتغالية: José Moreira‏) (مواليد 21 نوفمبر 1961) هو سبّاح برازيلي، مثّل بلاده في الألعاب الأولمبية الصيفية 1988.

## روابط خارجية
خوسيه موريرا على موقع الاتحاد الدولي للسباحة (الإنجليزية)
- خوسيه موريرا على موقع أوليمبيديا (الإنجليزية)